# Monowi
Monowi é uma vila localizada no estado americano de Nebraska, no Condado de Boyd. É a menor dos Estados Unidos, com uma população de apenas 1 habitante, Elsie Eiler, que além de cidadã comum possui o cargo de prefeita.

## História

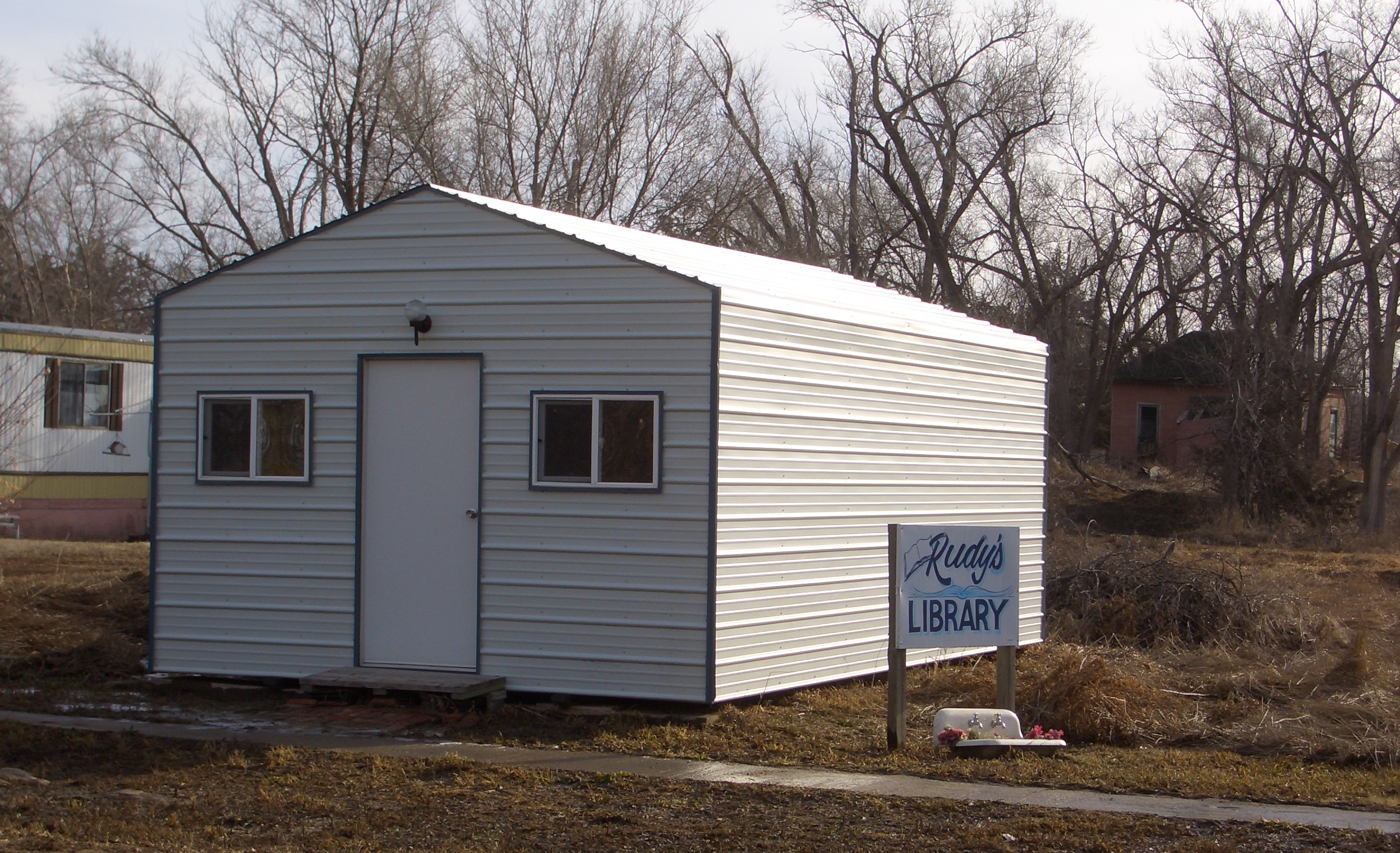
Rudy's Library

Fundada em 1900, na década de 1930 tinha cerca de 59 moradores, que aos poucos deixaram a pequena cidade, em busca de melhores oportunidades de emprego. Nela já existiu uma escola de dois andares e dois elevadores de grãos - um, usado por Rudy, falecido marido de Elsie e o 2º morador da cidade indicado no censo de 2000, ainda existe desativado. Em 1971, o fechamento da estrada de ferro que passava pelo local decretou a morte definitiva da pequena cidade.
Em Monowi há hoje, além da lanchonete,  apenas uma pequena escola, de apenas duas salas. A pequena vila tem uma biblioteca, cujas chaves ficam com uma das moradoras do local. Há também uma pequena igreja, na qual os eventos só ocorrem uma vez por mês quando um padre viajante se oferece a celebrar a missa.
Monowi atualmente conta com apenas 1 habitante.

## Demografia
Segundo o censo americano de 2000, a sua população era de 2 habitantes.
Em 2010, foi estimada em 1. Foi a maior queda populacional dos Estados Unidos, com queda de 50% da população. Sua única moradora é Elsie Eiler, de 88 anos, que também comanda o único estabelecimento comercial do local, uma pequena lanchonete.

## Geografia
De acordo com o United States Census Bureau, a localidade tem uma área de 6,3 km², dos quais 5,3 km² cobertos por terra e 1,0 km² cobertos por água. Monowi localiza-se a aproximadamente 405 m acima do nível do mar.

## Localidades na vizinhança
O diagrama seguinte representa as localidades num raio de 24 km ao redor de Monowi.